# 小出もと貴
小出 もと貴（こいで もとき）は、日本の漫画家。東京都出身。

## 略歴
- 『月刊少年ライバル』（講談社）創刊前に行われた第1回少年ライバルコミック大賞にて『天使日和』で入選を受賞している（ゼロ名義）[2]。
- 受賞作はラブコメであったが、本人の強い希望もあって、連載デビュー作はバトル路線に転換。[要出典]
- 『月刊少年ライバル』2009年2月号から2012年1月号まで『AKATSUKI -朱憑-』を連載[3][4]。
- 『モーニング』（同）の第34回MANGA OPENにて『アイリウム』で編集部賞を受賞（モトキ名義）[5]。
- 『月刊少年ライバル』2014年1月号から同年7月号（最終号）まで『サイコろまんちか』を連載[6][7]。本誌休刊後はDeNAのマンガ雑誌アプリ『マンガボックス』に移籍し、連載[7]。
- 『モーニング』2014年9号から2014年50号まで『アイリウム』を連載[8]。
- 『月刊モーニングtwo』（同）2020年2号2021年7号まで『iメンター』を連載[9]。
- 『コミックDAYS』にて2023年11月30日から『あくまでクジャクの話です。』を連載中[10]。

## 作品リスト

### 連載
- AKATSUKI -朱憑-（『月刊少年ライバル』2009年2月号[3] - 2012年1月号[4]）
- サイコろまんちか（『月刊少年ライバル』2014年1月号[6] - 2014年7月号[7]、『マガジン・ラボ』2014年1月[6] - 5月[11]→『マンガボックス』2014年22号[6] - 2015年35号[12]）
- アイリウム（『モーニング』2014年9号[8] - 2014年50号[8]） - 2018年5月12日放送のフジテレビ系列の番組『世にも奇妙な物語'18春の特別編』で『明日へのワープ』のタイトルでドラマ化された[13]。
- iメンター（『月刊モーニングtwo』2020年2号[9] - 2021年7号）
- あくまでクジャクの話です。（『コミックDAYS』2023年11月30日[10] - 連載中）

### 読み切り
- 天使日和（『月刊少年ライバル』2008年11月号）
- おかずサイト（『少年ジャンプ+』2016年10月14日[14]）
- 小出もと貴×ザ・コンサルタント（SQ.MANGA Trailer 第14回[15]）
- 君の蓮を見ている（『ジャンプSQ.CROWN』2016 AUTUMN〈6号〉[15]）

### 書籍
- 『AKATSUKI -朱憑-』、講談社〈ライバルKC〉2009年 - 2012年、全9巻
- 『サイコろまんちか』、講談社〈講談社コミックス〉2014年 - 2015年、全3巻
- 『アイリウム』、講談社〈モーニングKC〉2014年、全1巻
- 『iメンター』、講談社〈モーニングKC〉2020年 - 2021年、全3巻
- 『あくまでクジャクの話です。』、講談社〈モーニングKC〉2024年 - 、既刊5巻（2025年8月12日現在）